# Kirche von Hove

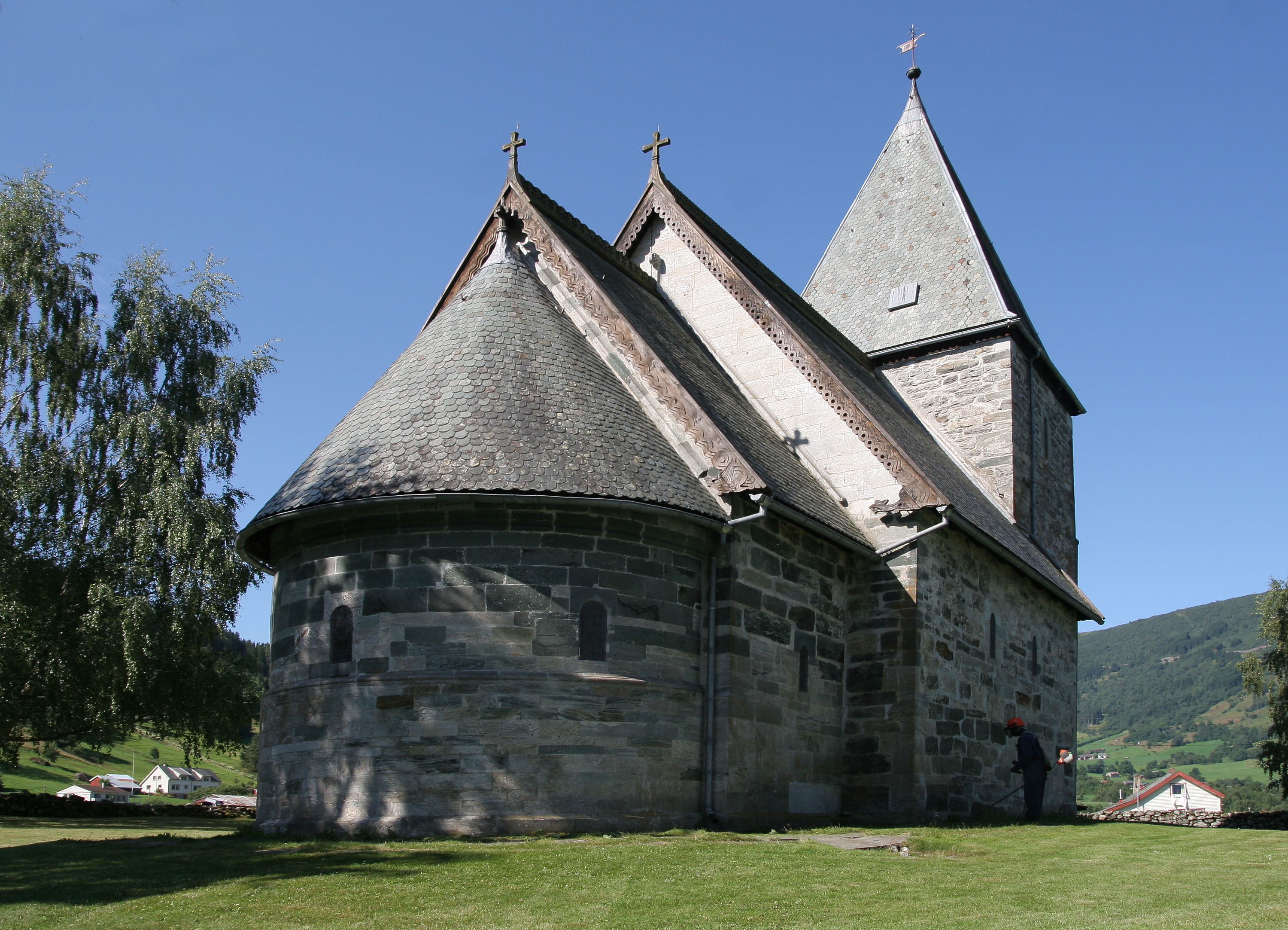
Die Kirche von Hove

Die evangelisch-lutherische Kirche von Hove (norweg. Hove kyrkje) in Vik in der norwegischen Provinz (Fylke) Vestland wurde um das Jahr 1170 erbaut und ist eines der ältesten Gebäude Norwegens. Der Name kommt von dem Hof Hove.

## Geschichte
Die Errichtung des schlichten Sakralbaus wird auf die Zeit um 1170 datiert. Nach Meinung verschiedener Historiker wurde die Kirche möglicherweise von einem Gutsbesitzer als Privatkirche errichtet. Die heutige Kirche ist eventuell der Nachfolgebau einer noch früheren Kirche. Insgesamt sind über den Bau der Kirche nur wenige Fakten überliefert. Um den Aufbau gibt es allerdings eine Sage:
„Ein Bürger von Hove wurde wegen eines Verbrechens zum Tode verurteilt. Wenn er allerdings innerhalb einer Woche eine Steinkirche bauen könne, so würde ihm die Strafe erlassen. Er ging auf den Hovhügel, an dem sich heute die Kirche befindet und war wegen der schier unlösbaren Aufgabe verzweifelt. Ein Fremder kam vorbei und der zum Tode verurteilte erzählte ihm seine Geschichte. Der Fremde versprach ihm Hilfe und dass die Kirche rechtzeitig fertig sei. Er wolle keine Bezahlung, wenn der Verurteilte bis zum Abschluss der Bauarbeiten seinen Namen herausbekommen würde. Falls ihm dies nicht gelänge, so müsse er mit dem Fremden mitkommen. Der Verurteilte ließ sich auf den Handel ein und versuchte verzweifelt den Namen des Unbekannten zu ermitteln. Als die von dem Fremden bezahlten Arbeiter bereits den Turm errichteten, begann der Verurteilte voller Verzweiflung zu weinen. Plötzlich hörte er ein Kind in den Bergen, das auch weinte. Die Mutter beruhigte das Kind mit den Worten «Bald kommt dein Vater, Ivar Vinkjell, wieder nach Hause mit Menschenfleisch». Als der Mann dies hörte ging er wieder zur Kirche. Der Fremde war gerade dabei die Spitze des Kirchturms zu befestigen. Der Mann ging um die Kirche und sagte: «Ich finde, dass die Spitze ein wenig schief ist, Ivar Vinkjell.» Als Vinkjell seinen Namen hörte fiel er vom Kirchturm und starb.“
Verschiedene Grabfunde aus der Römerzeit deuten darauf hin, dass Hove früher ein Machtzentrum in Vik war.

## Aufbau
Der Westturm der Kirche von Hove hat einen quadratischen Grundriss; das Schiff einen rechteckigen. Der Chor ist rechteckig mit einer halbkreisförmigen Apsis. Der Chor ist in höchster Qualität gemauert worden. Dazu wurden Specksteine verwendet. Die Fugen sind dabei so dicht, dass kein Kalk notwendig war. Dieser Teil der Kirche wurde wahrscheinlich als erstes errichtet, möglicherweise von Spezialisten aus Bergen. Das Mauerwerk im Westen der Kirche ist aus deutlich gröberen und weniger bearbeiteten Steinen aufgebaut als der östliche Teil. Man vermutet, dass entweder einfachere Handwerker den Bau übernahmen oder ökonomische Gründe eine Rolle spielten.
In der Turmfront befindet sich das Westportal, während das Südportal westlich im Schiff liegt.

## Innenausstattung

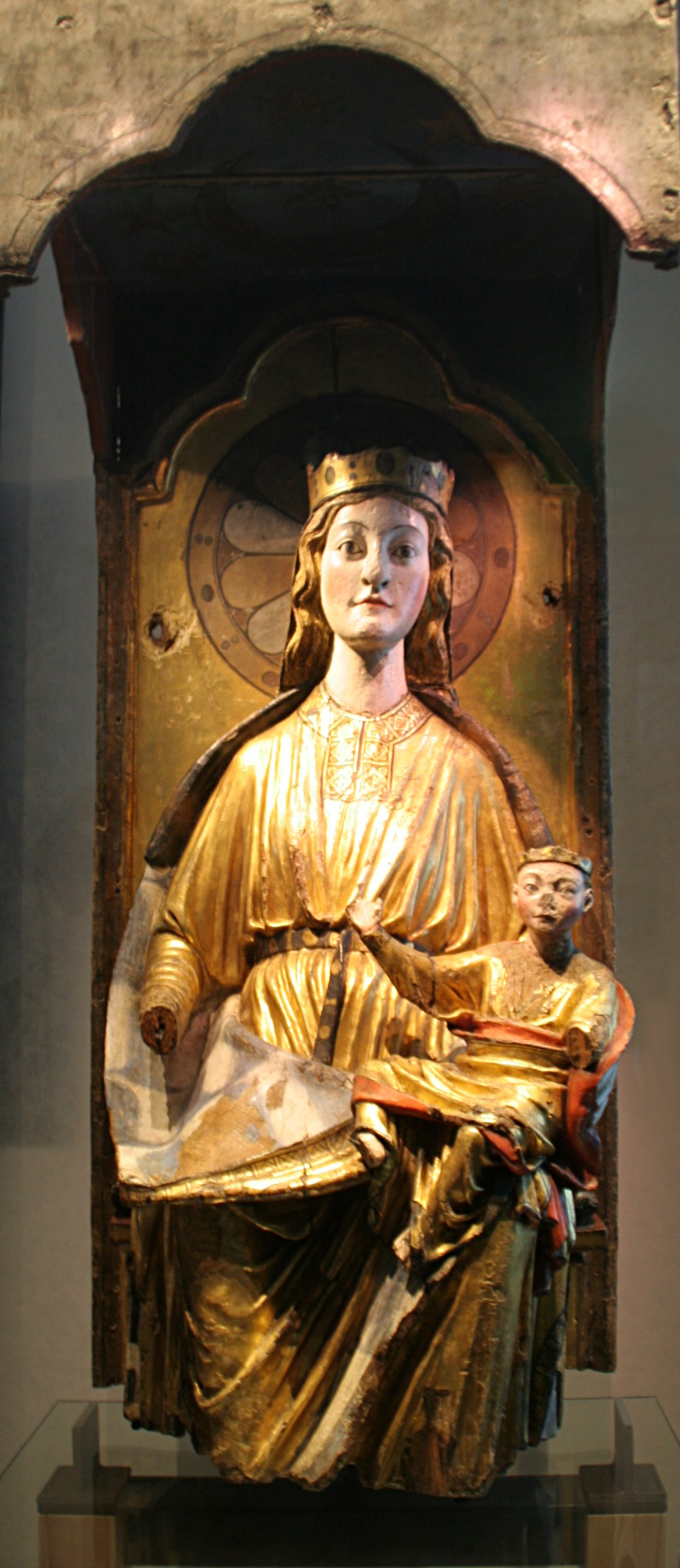
Die Madonna von Vik (jetzt im Bergen Museum)

Ursprünglich befand sich in der Kirche eine Holzmadonna aus dem 13. Jahrhundert (um 1230), die als eine der besten Mittelalterskulpturen Skandinaviens gilt. Möglicherweise wurde sie in Bergen angefertigt. Sie befindet sich heute im dortigen Universitätsmuseum. Eine Kopie dieser Madonna wurde 2022 in der Kirche aufgestellt. Das restliche Interieur war ursprünglich äußerst schlicht. Während der Restaurierung durch Blix wurden die Wände und Glasfenster mit Malereien geschmückt und schmiedeeiserne Kronleuchter aufgehängt.

## Restaurierung
Der Architekt Peter Andreas Blix (1831–1901) erwarb 1880 die Kirche, nachdem er von einem Baumeister in Vik ein Angebot bekam, Speckstein zu erwerben. Es handelte sich dabei um Speckstein aus der Kirche von Hove. Diese war zehn Jahre zuvor geschlossen und für den Abbruch freigegeben worden. Blix restaurierte die Kirche nach dem Erwerb mit eigenen finanziellen Mitteln. Er hielt sich dabei an seine Vorgabe, den ursprünglichen Zustand der Kirche möglichst detailgetreu wiederherzustellen. Der für die Restaurierung benötigte Speckstein wurde vom ursprünglichen alten Specksteinbruch in der Nähe gewonnen. In der Kirche entfernte Blix alles, was nicht aus dem Mittelalter kam. Die Wände versah er mit Mustern aus dem Mittelalter, schmiedeeiserne Kronleuchter kamen an die Decke und die Fenster erhielten Glasmalereien. Auf den alten Turmfuß baute Blix einen großen Steinturm. Zuvor stand hier ein Holzturm aus dem 17. Jahrhundert. Es besteht allerdings Unklarheit darüber, ob die Kirche überhaupt zuvor einen Steinturm hatte. Möglicherweise wurde das Dach über dem Turmfuß einfach weiter in gleicher Höhe fortgesetzt.
Blix verstarb 1901 und wurde unter dem Fußboden in der Kirche beigesetzt. Auf seiner Grabtafel steht sinngemäß: „Aus Liebe zur Kunst baute er dieses Gotteshaus wieder auf“.

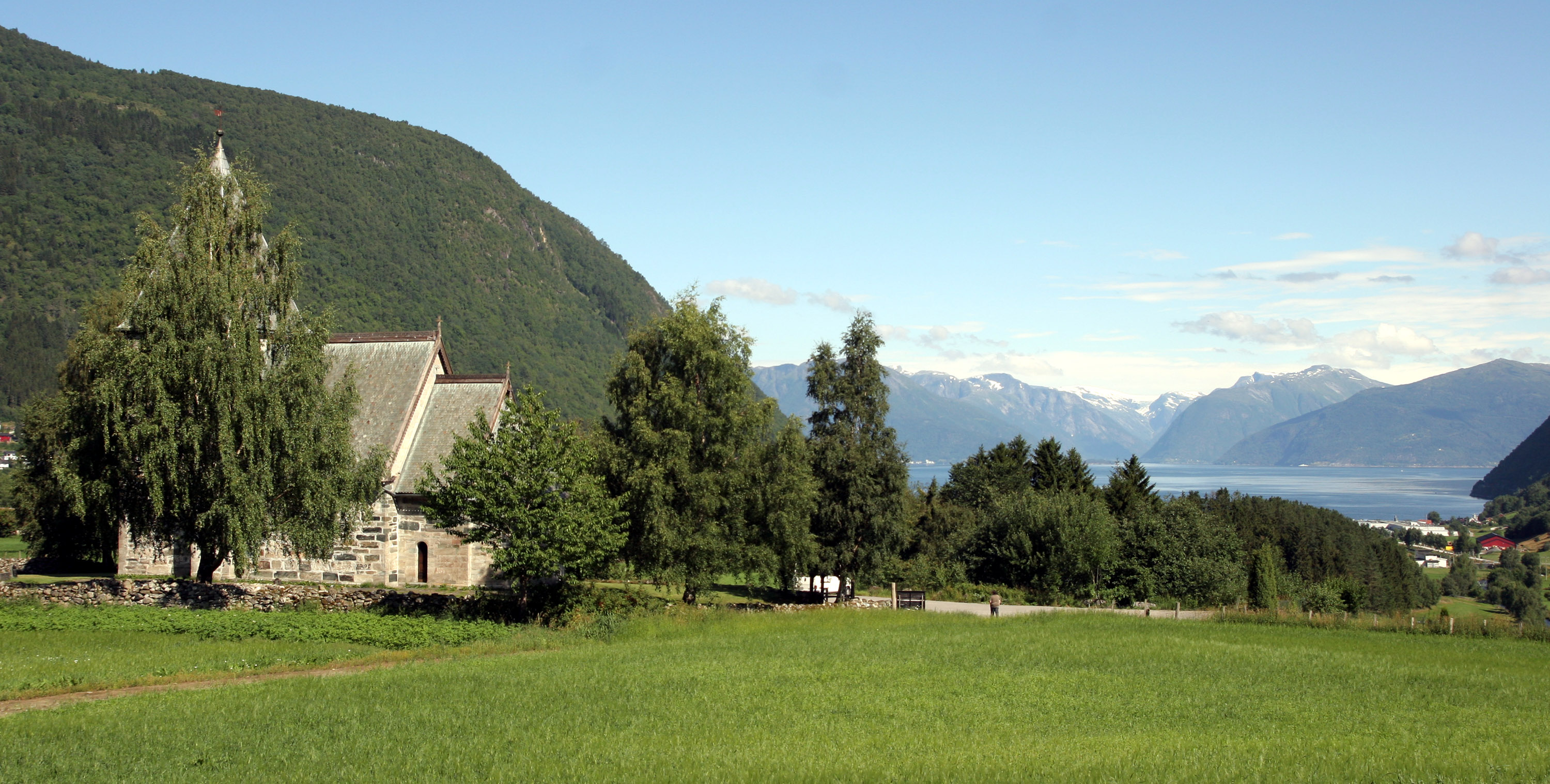
Die Lage der Kirche am Sognefjord
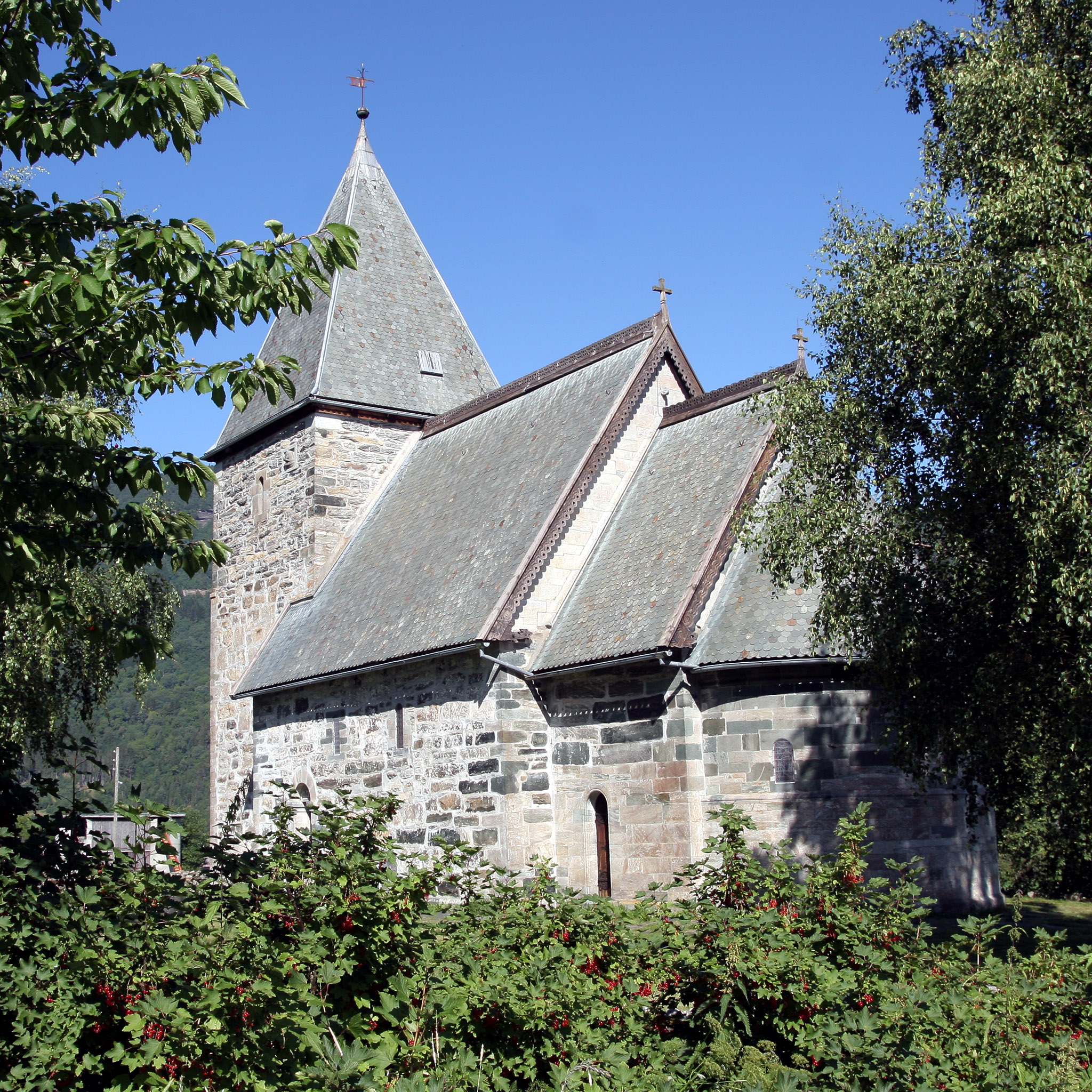
Die Kirche
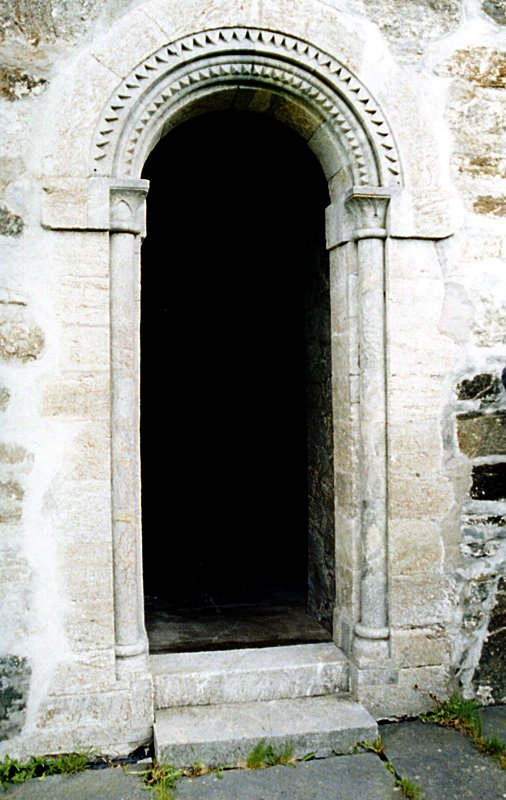
Eines der beiden Eingangsportale
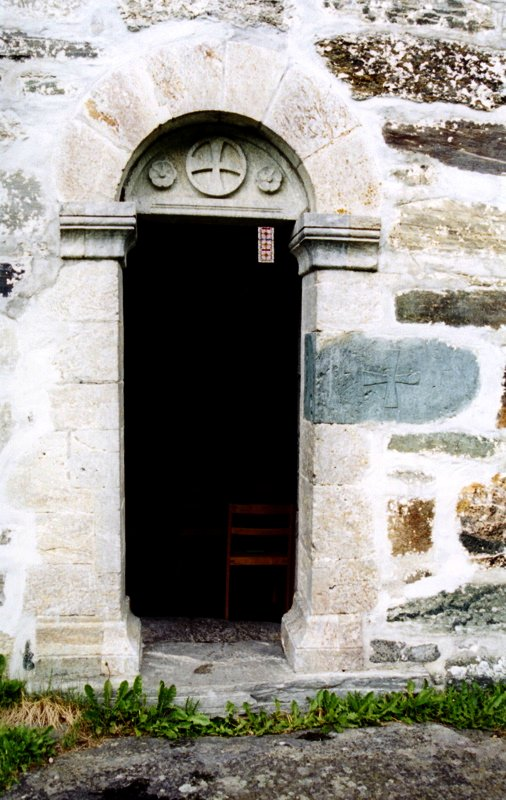
Das andere Portal